# Властити аранжман
„Властити аранжман” је југословенски ТВ филм из 1982. године. Режирао га је Иван Хетрих а сценарио је написао Павао Павличић.

## Улоге
| Глумац             | Улога |
| ------------------ | ----- |
| Хелена Буљан       |       |
| Драган Миливојевић |       |
| Мустафа Надаревић  |       |
| Жарко Поточњак     |       |
| Звонимир Торјанац  |       |